# (You Make Me Feel Like) A Natural Woman
"(You Make Me Feel Like) A Natural Woman" is een nummer van de Amerikaanse zangeres Aretha Franklin. Het nummer werd uitgebracht op haar album Lady Soul uit 1968. Op 7 september 1967 werd het nummer uitgebracht als de eerste single van het album.

## Achtergrond

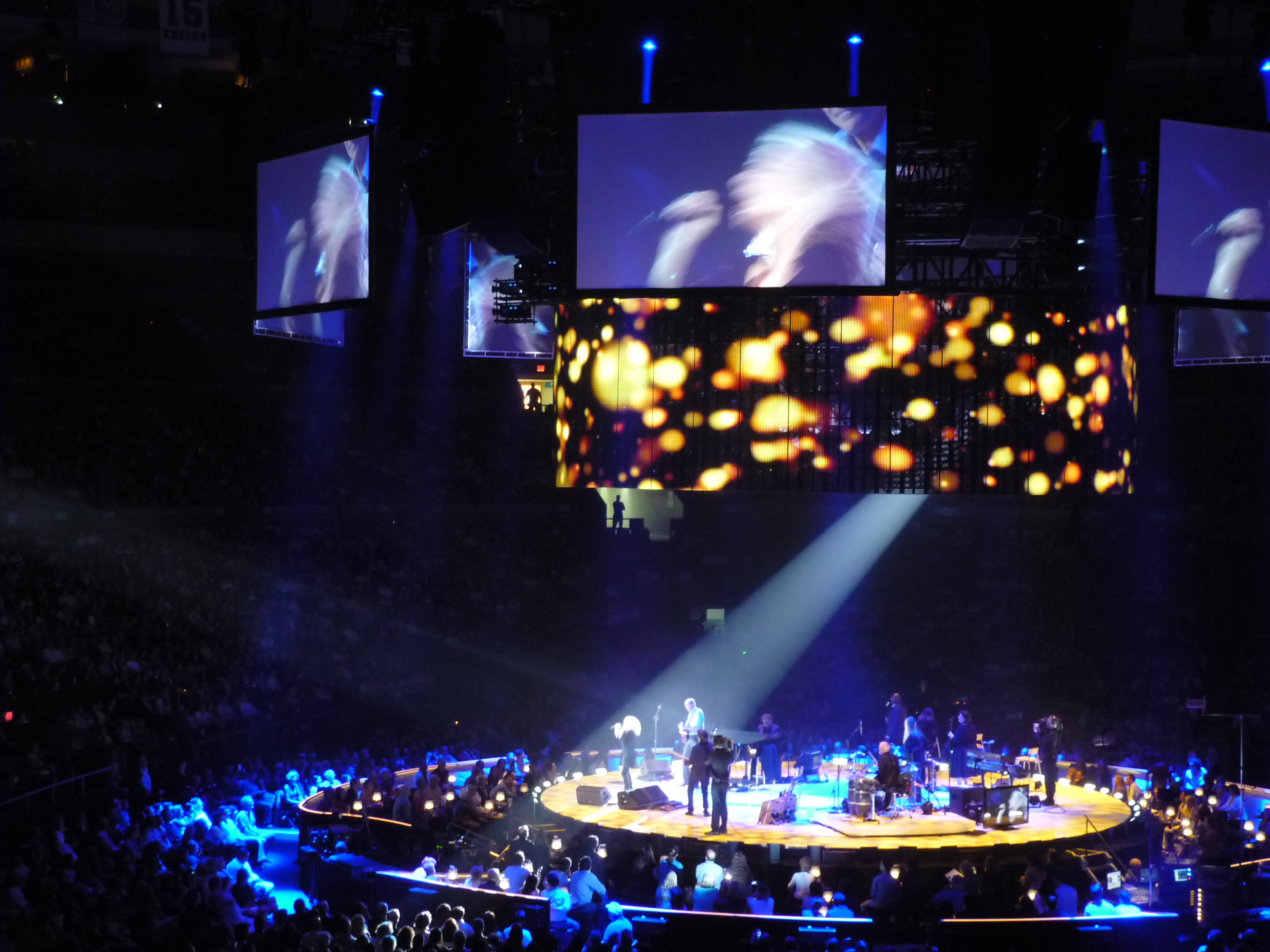
Carole King zingt "(You Make Me Feel Like) A Natural Woman" in 2010 tijdens een optreden samen met James Taylor.

"(You Make Me Feel Like) A Natural Woman" is geschreven door Gerry Goffin en Carole King en is geïnspireerd door producer en co-eigenaar van Atlantic Records, Jerry Wexler. Wexler schreef in zijn autobiografie dat hij aan het piekeren was over het concept van een "natuurlijke man". Op dat moment reed hij langs King in de straten van New York. Hij riep naar haar dat hij een lied wou over een "natuurlijke vrouw" op het volgende album van Aretha Franklin. Diezelfde avond werd het nummer geschreven. Als bedankje werd Wexler door Goffin en King genoemd als co-auteur van het nummer.
Het nummer van Franklin werd een grote hit in de Verenigde Staten, waar het de achtste plaats behaalde in de Billboard Hot 100. Uiteindelijk groeide het uit tot een van haar bekendste nummers. In Nederland bereikte het pas in 1993 de hitlijsten nadat het werd gebruikt in een televisiereclame. Het bereikte de 28e plaats in de Top 40, terwijl in de Mega Top 50 plaats 32 werd behaald. In het Verenigd Koninkrijk kwam het pas in 2018 in de hitlijsten terecht, kort na het overlijden van Franklin. 51 jaar na de oorspronkelijke uitgave bereikte het hier de 79e plaats.
"(You Make Me Feel Like) A Natural Woman" werd ook opgenomen door een aantal andere artiesten. In 1968 werd het opgenomen door zowel Peggy Lipton en door Fred Hughes, die de titel veranderde in "Natural Man". Dat jaar nam ook George Benson het nummer onder deze titel op. In 1969 werd het gecoverd door Peggy Lee. In 1971 nam Carole King het nummer zelf op voor haar bekendste album Tapestry. In 1974 nam Rod Stewart het op voor zijn album Smiler. In 1989 nam Joyce Sims het op voor haar album All About Love. Céline Dion nam het in 1995 op voor een tribute-album aan King; deze versie behaalde de 47e plaats in haar thuisland Canada. Later dat jaar nam Mary J. Blige het nummer op voor de televisieserie New York Undercover. Haar versie stond begin 1996 twee weken in de Nederlandse Top 40, met een 36e plaats als hoogste notering. In 2009 zongen King en Gloria Estefan het nummer tijdens een aantal concerten van Estefan, waarvan een optreden werd uitgebracht op diens album The Standards uit 2013. Amber Riley zong het nummer tijdens een aflevering van Glee uit 2014. In december 2015 zong Franklin het nummer zelf tijdens de Kennedy Center Honors ter ere van King, aan wie dat jaar een van de prijzen werd uitgereikt.

## Hitnoteringen (Aretha Franklin)

### Nederlandse Top 40
| Hitnotering: 25-09-1993 t/m 23-10-1993 | Hitnotering: 25-09-1993 t/m 23-10-1993 | Hitnotering: 25-09-1993 t/m 23-10-1993 | Hitnotering: 25-09-1993 t/m 23-10-1993 | Hitnotering: 25-09-1993 t/m 23-10-1993 | Hitnotering: 25-09-1993 t/m 23-10-1993 | Hitnotering: 25-09-1993 t/m 23-10-1993 |
| Week                                   | 1                                      | 2                                      | 3                                      | 4                                      | 5                                      |                                        |
| -------------------------------------- | -------------------------------------- | -------------------------------------- | -------------------------------------- | -------------------------------------- | -------------------------------------- | -------------------------------------- |
| Positie                                | 36                                     | 30                                     | 28                                     | 32                                     | 31                                     | uit                                    |

### Mega Top 50
| Hitnotering: 09-10-1993 t/m 23-10-1993 | Hitnotering: 09-10-1993 t/m 23-10-1993 | Hitnotering: 09-10-1993 t/m 23-10-1993 | Hitnotering: 09-10-1993 t/m 23-10-1993 | Hitnotering: 09-10-1993 t/m 23-10-1993 |
| Week                                   | 1                                      | 2                                      | 3                                      |                                        |
| -------------------------------------- | -------------------------------------- | -------------------------------------- | -------------------------------------- | -------------------------------------- |
| Positie                                | 39                                     | 32                                     | 41                                     | uit                                    |

### NPO Radio 2 Top 2000
| Nummer met noteringen in de NPO Radio 2 Top 2000 | '00 | '01 | '02 | '03 | '04 | '05 | '06 | '07 | '08 | '09 | '10 | '11 | '12  | '13 | '14  | '15  | '16 | '17 | '18 | '19 | '20 | '21 | '22 | '23 | '24  |
| ------------------------------------------------ | --- | --- | --- | --- | --- | --- | --- | --- | --- | --- | --- | --- | ---- | --- | ---- | ---- | --- | --- | --- | --- | --- | --- | --- | --- | ---- |
| (You Make Me Feel Like) A Natural Woman          | 965 | 902 | 970 | 779 | 406 | 498 | 677 | 578 | 588 | 815 | 436 | 684 | 1086 | 985 | 1080 | 1272 | 746 | 828 | 182 | 448 | 610 | 744 | 925 | 893 | 1038 |

1. ↑  Een vetgedrukt getal geeft de hoogste notering aan.
2. ↑  2000 was het eerste jaar met een notering voor dit nummer.